# Calvi Fútbol Club
El Calvi Fútbol Club es un equipo de fútbol profesional de Guayaquil, Provincia del Guayas, Ecuador. Fue fundado el 5 de febrero de 1986 tras comprarle la categoría al cuadro del Boca Junior Sporting Club de Guayaquil. Actualmente juega en la Segunda Categoría de Ecuador. El equipo camaronero juega de local en el Estadio Alejandro Ponce Noboa, ubicado en Fertisa al sur de la ciudad de Guayaquil, aunque alternará algunos partidos en el Alberto Spencer.
Está afiliado a la Asociación de Fútbol del Guayas.

## Uniforme
Local: previsto (arranque Segunda Categoría del Guayas).
Visitante: previsto (arranque Segunda Categoría del Guayas).
Colores: rojo, blanco y negro.
Marca deportiva 2023: BOHO Sport

## Datos del club
- Puesto histórico: 50.° (46.° según la RSSSF)[2]
- Temporadas en Serie A: 1 (1997).[3]
- Temporadas en Serie B: 9 (1989-1996, 1998).[3]
- Temporadas en Segunda Categoría: 29 (1986-1988, 1999-2023, 2025).
- Mejor puesto en la liga: 2.° (Serie B 1996).
- Peor puesto en la liga: 11.° (1997).[4]
- Mayor goleada a favor en torneos nacionales:
  - 4 - 0 contra Deportivo Quevedo (17 de septiembre de 1997).[5]
- Mayor goleada en contra en torneos nacionales:
  - 5 - 2 contra Olmedo (14 de diciembre de 1997).[5]
- Máximo goleador histórico:
- Máximo goleador en torneos nacionales:
- Primer partido en torneos nacionales:
  - Deportivo Cuenca 1 - 0 Calvi (9 de marzo de 1997 en el Estadio Alejandro Serrano Aguilar).[5]

## Auspiciantes
- Actualizado al 2025.

Esta es la cronología de las marcas y patrocinadores de la indumentaria del club.
| Período   | Proveedor  |
| --------- | ---------- |
| 1986-2022 | Sin Marca  |
| 2023-     | Boho Sport |

| Período   | Patrocinador                              |
| --------- | ----------------------------------------- |
| 1986-2020 | Empacadora y Exportadora CALVI Cía. Ltda. |
| 2021      | Sin publicidad                            |

## Palmarés

### Torneos nacionales
| Competición                        | Títulos | Subcampeonatos |
| ---------------------------------- | ------- | -------------- |
| Serie B de Ecuador (0/2)           |         | 1992-II, 1996. |
| Segunda Categoría de Ecuador (0/2) |         | 1987, 1988.    |

### Torneos provinciales
| Competición                        | Títulos     | Subcampeonatos |
| ---------------------------------- | ----------- | -------------- |
| Segunda Categoría del Guayas (2/2) | 1986, 2010. | 1987, 1988.    |